# Dietrich Reseler
Dietrich Reseler (* um 1365; † 1441) war ein katholischer Theologe und Jurist. Er war als Dietrich IV. Bischof von Dorpat.

## Leben
Dietrich Reseler entstammte „vermutlich der Familie Reseler“, nach der die Reselerstraße (heute Röselerstraße) in Hannover benannt wurde.
Er kam als Rechtsvertreter niedersächsischer Adliger nach Rom und ließ sich vor 1392 an der päpstlichen Kurie in Rom und später in Siena nieder und wurde päpstlicher Kanzleischreiber. Gleichzeitig studierte er an der Universität von Bologna (ab 1407 in Vollzeit) und wurde dort zum Doktor des Kirchenrechts (doctor decretorum) promoviert.
Im Dienst an der Kurie gelang es ihm im Zusammenspiel mit seinen Landsleuten Dietrich von Nieheim und Berthold Rike, lukrative Pfründen geradezu zu sammeln; so war er etwa 1402–1413 Generalvikar im Bistum Minden.
Als die Wahl Reselers zum Bischof von Dorpat zur Option wurde, engagierte der in Livland einflussreiche Deutsche Orden eigens den ebenfalls aus Hannover stammenden Ludolf Grove, der Hinderungsgründe gegen Reseler finden sollte. Dieser schlug sich jedoch bald auf die Seite der Partei Reselers. So wurde Reseler 1413 schließlich gegen den Willen des Ordens zum Bischof gewählt, nicht zuletzt auch durch seine guten Kontakte zur Kurie. Das Amt hatte er bis zu seinem Lebensende inne.
Im Spätmittelalter wurde dem Geistlichen eine seltene Ehre erwiesen: In der St.-Gallus-Kapelle in der Burgstraße (Hannover) Ecke Ballhofstraße wurde jährlich jeweils eine Woche nach Mariä Himmelfahrt (15. August) für Reseler eine Seelenmesse gefeiert.